# 미국인구협회

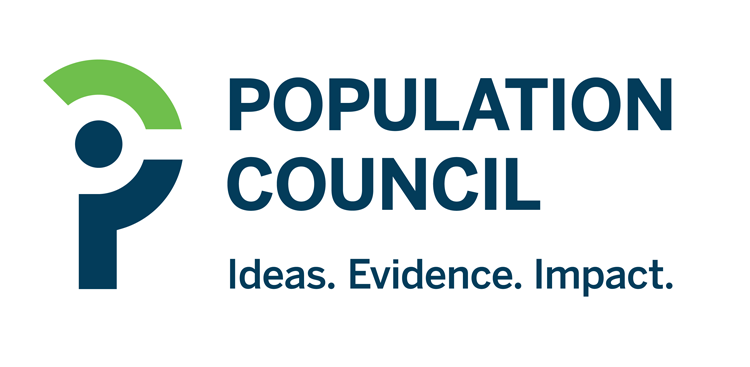

미국인구협회(Population Council)는 보건 관련 국제 비영리, 비정부 단체이다. 생의학, 사회과학, 보건학 연구를 수행하며, 저개발 국가에 사업 지원을 한다. 《인구개발리뷰(Population and Development Review)》와 《가족계획연구(Studies in Family Planning)》학술지를 출간한다.

## 같이 보기
- 인구통계학
- 지속 가능한 발전
- 미페프리스톤
- 인구 과잉